# Radiant (manfra)
Radiant és un una sèrie de manfra, un còmic francès amb un estil similar al manga Japonès. Està escrita i dibuixada per Tony Valente. Es va començar a serialitzar el 2013, publicat per la companyia d'entreteniment francesa Ankama, i dos anys més tard, en el 2015, va ser publicada al Japó per l'editorial Asukashinsha, convertint-se en el primer còmic francès publicat al Japó. Es va poder saber que el còmic es començaria a publicar en català el novembre de 2023 per Editorial Base, però al final va sortir a la venda el 8 d'abril de 2024.
La sèrie ha tingut una adaptació a sèrie televisiva d'anime produïda per l'estudi Lerche. La primera temporada, de 21 episodis, es va emetre entre l'octubre de 2018 i el febrer de 2019, mentre que la segona es va iniciar l'octubre de 2019 i va durar fins al febrer del següent any.

## Argument
La història s'ambienta en el món d'"El Pharenos", un món on la terra està separada en diferents trossos amb un immens mar de núvols entremig. El principal perill dels habitants són els nèmesis, uns misteriosos monstres que cauen del cel que tenen la capacitat de matar a totes les persones que toquen. Els pocs que aconsegueixen sobreviure al seu tacte es converteixen en bruixots, guanyant la capacitat de controlar la "Fantasia", una misteriosa màgia amb diverses capacitats.
La història segueix l'aventura d'en Seth, un jove bruixot amb l'objectiu d'erradicar tots els nèmesis del món. Per això, haurà d'anar a la recerca del Radiant, l'origen de tots aquests monstres. Amb l'ajuda de diferents aliats, buscarà pistes de la seva ubicació mentre escapa de la Inquisició, una organització militar que busca capturar a tots els bruixots.

### Personatges principals

#### Seth
El protagonista del manfra. Un jove i energètic bruixot de 15 anys que aspira a trobar l'origen dels nèmesis perquè tant mags com humans puguin conviure en pau. Té la maledicció de tenir dues banyes al cap.

#### Melie
Amiga d'en Seth. És una maga amb la maledicció de tenir una doble personalitat, i per culpa d'això ningú s'acosta a ella amb l'excepció de la seva mascota Nèmesi, Mr. Boobrie.

#### Doc
Mag investigador encarregat d'emportar-se els cadàvers dels nèmesis. Ajuda a en Seth i a la Melie a moure's d'illa en illa. Encara ser un covard, sempre acaba per ajudar-los. Té la maledicció de mudar de pell i agafar l'aparença d'un nen petit de tant en tant.

#### Grimm
Misteriós mag amb hematofòbia amb el cos embenat que ajuda als protagonistes en la seva cerca pel radiant. Els seus objectius reals són desconeguts.

#### General Torque
Cap de La Inquisició. Persegueix a en Seth i companyia, ja que considera que l'únic que fan els bruixots és portar problemes als humans.

## Manfra
El manfra està guionitzat i dibuixat per Tony Valente. És la seva quarta obra i la més exitosa. Catalogat com a manfra d'acció i fantasia, Radiant va començar a publicar-se a França el juliol de 2013 per Ankama Éditions i a poc a poc s'ha anat publicant per tot el món per diferents editorials.
En l'agost de 2015, gràcies a l'editorial Asukashinsha, es converteix en el primer manga Europeu en ser publicat en el Japó. En març de 2016 es publica en Espanya per Letrablanka i a l'octubre del mateix any també apareix en les llibreries Alemanyes per l'editorial Pyramid. Un any després, en el març de 2017 es publica a Itàlia per l'editorial Mangasenpai. Als països angloparlants és editat per VIZ Media des del 2018.
A desembre de 2022 se n'han publicat 18 volums, de 7 capítols cada un. En català es publica d'ençà del 8 d'abril de 2024.
El 21 de juliol de 2022 Ankama anuncia dos spin-off de la sèrie planejats per al 2023 fets també per Tony Valente.

### Rebuda
El manfra ha estat aclamat gràcies al seu sentit de l'humor, el qual s'allunya dels clixés Japonesos habituals en els mangues del mateix estil. La sèrie va rebre el premi al millor còmic estil manga del 2014, atorgat per la revista Francesa AnimeLand. També va guanyar el premi al millor manga de 2015 que atorgava Canal BD. A la Japan Expo 2016, la sèrie va rebre el premi a millor manga internacional.

## Anime
El 31 de gener de 2018, NHK va anunciar una adaptació a l'anime de la sèrie amb capítols de 24 minuts, la qual seria emesa a la cadena NHK Educational TV per part de l'estudi Lerche. La sèrie animada és dirigida per Seiji Kishi i escrita per Makoto Uezu, mentre que la música està a càrrec de Masato Koda i el disseny de personatges a Nozomi Kawano.
En la primera temporada, el tema d'obertura és "Utopia" de "Limited Sazabys" i el de tancament és "Radiant", de "Polkadot Stingray". Té un total de 21 capítols, els quals es van anar emetent setmanalment tant al Japó per Asukashinsha com arreu del món per Crunchyroll, amb Funanimation produint un doblatge a l'anglès. Va començar el 6 d'octubre de 2018 i l'últim episodi va sortir el 23 de febrer del següent any, amb el que anunciava una pròxima temporada.
La segona temporada va arribar en el 2 d'octubre de 2019 i va acabar en el 26 de febrer un any després, amb una duració de 21 episodis, igual que la primera temporada. El tema d'obertura va canviar a "Naraku", per "Halo at Joyohan" mentre que el de clausura va passar a ser "Chitto mo Shiranakatta", per Emi Nakamura.
La sèrie va aconseguir un doblatge al francès i va ser emesa a França per Game One el 2 de setembre de 2019.

### Doblatge
| Personatge     | Anglès             | Francès              | Japonès          |
| -------------- | ------------------ | -------------------- | ---------------- |
| Seth           | Christopher Llewyn | Thibaut Delmotte     | Yumiri Hanamori  |
| Meliè          | Caitlin Glass      | Helena Coppejans     | Aoi Yūki         |
| Grimm          | Eric Vale          | Olivier Cuvelier     | Takehito Koyasu  |
| Doc            | Shawn Gann         | Pierre Bodson        | Shintarou Oohata |
| Mister Boobrie | Derick Snow        | -                    | Makoto Koichi    |
| Yaga           | Doug Jackson       | Brieuc Lemaire       | Hiroyuki Yoshino |
| Hameline       | Trina Nishimura    | Audrey D’Hulstere    | Yumi Uchiyama    |
| Konrad         | Patrick Seitz      | Laurent Bonnet       | Katsuki Murase   |
| Dragunov       | Ivan Jasso         | Pierre Lognay        | Koji Yusa        |
| Torque         | Ray Chase          | Stanny Mannaert      | Kenta Miyake     |
| Lieselotte     | Jamie Marchi       | Dorothée Schoonooghe | Ayane Sakura     |
| Santori        | Kent Willams       | Thierry Janssen      | Kenichi Ogata    |
| Von Tepes      | Ian Sinclair       | Grégory Praet        | Takuma Terashima |
| Piodon         | Ricco Fajardo      | David Fanet          | Ryouhei Kimura   |
| Alma           | Monica Rial        | Francine Laffineuse  | Romi Park        |
| Miss Melba     | Baah Sakiywaa      | Élisabeth Guinard    | Nao Tōyama       |
| Narrador       | Barry Yandel       | Benoît Grimmiaux     | Sho Hayami       |

| Personatge        | Anglès             | Francès               | Japonès            |
| ----------------- | ------------------ | --------------------- | ------------------ |
| Ocoho             | Alle Mims          | Ludivine Deworst      | Mai Fuchigami      |
| Myr               | Ben Phillips       | Alain Eloy            | Bin Shimada        |
| Jill              | Luci Christian     | Sophie Landresse      | Kikuko Inoue       |
| Reina Boadicea    | Kenneisha Thompson | Marie Du Bled         | Yukana             |
| Diabal            | Johnny Yong        | Brieuc Lemaire        | Kensho Ono         |
| Mordred           | Jim Foronda        | Pierre Le Bec         | Ishiya, Haruki     |
| Sagramore         | Clifford Chapin    | Gregory Praet         | Kumagai, Kentarou  |
| Brangoire         | Jamal Sterling     | Thierry Janssen       | Shirokuma, Hiroshi |
| Gyruis            | John Michael Tatum | Alessandro Bevilacqua | Yutaka Aoyama      |
| Ullmina Bagliore  | Clifford Chapin    | Sarah Brahy           | Saori Hayami       |
| Petro             | Macy Anne Johnson  | Macy Anne             | Aimi Tanaka        |
| Drapache          | Anthony Bowling    | Anthony Bowling       | Aoi Yūki           |
| Baró Doussant     | Ben Phillips       | David Manet           | Hiroshi Shirokuma  |
| Baró Pazz         | Jim Foronda        | Benoit Van Dorslaer   | Takumi Yamazaki    |
| Baró Cristolom    | David Wald         | Gregory Praet         | Shigeru Chiba      |
| Baró Furgond      | Oscar Seung        | Pierre Le Bec         | Kentarō Tone       |
| Baronessa Furgond | Amber Lee          | Elisabeth Guinand     | Kohara Konomi      |
| Baronessa Alkon   | Anastasia Muñoz    | Fabienne Loriaux      | Michiko Neya       |